# سایه یک شک (فیلم ۱۹۹۳)
«سایه یک شک» (فرانسوی: L'ombre du doute‎) فیلمی در ژانر درام است که در سال ۱۹۹۳ منتشر شد. از بازیگران آن می‌توان به میری پریه، آلن باشونگ، و امانوئل ریوا اشاره کرد.